# اسم جمع

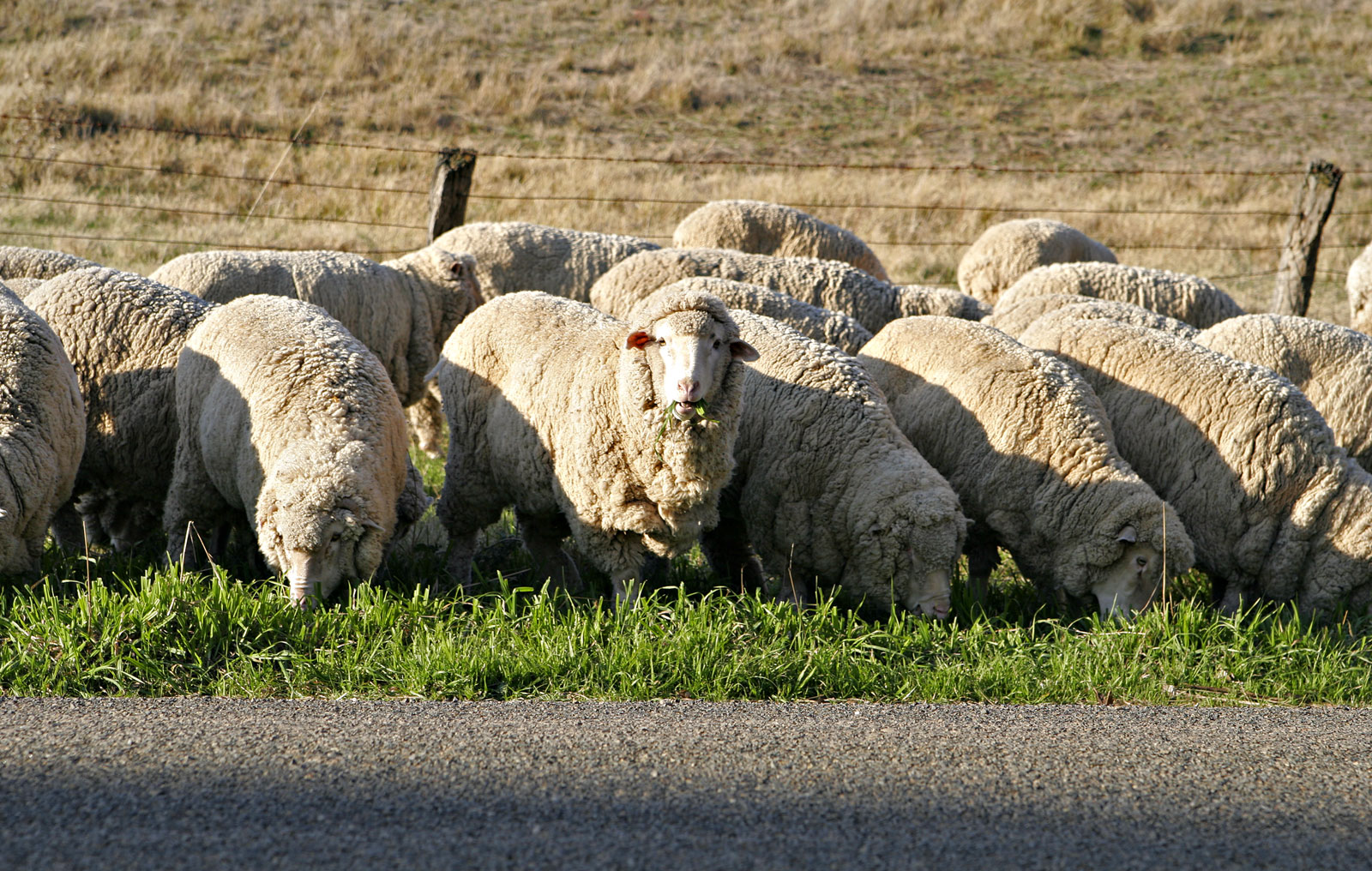
جمعی از گوسفندان در حال خوردن چمن

در دستور زبان به اسم‌هایی که به ظاهر مفرد و در معنی، جمع باشد اسم جمع می‌گویند مانند:
دسته، رمه، گله، سپاه، طایفه، لشکر، خانواده، ملت و جامعه.
در برخی زبان‌ها اسم جمع با وندافزایی نیز ساخته می‌شود مانند زبان فارسی از راه پسوند «-گان» نمونه: ناوگان (گروهی ناو) یا «-ار» نمونه: خاویار (گروهی خاوه / تخم)